# Cravan vs Cravan
Cravan vs Cravan es la primera película del director español Isaki Lacuesta rodada en Cádiz, Jerez de la Frontera, San Fernando, Barbate y Barcelona.

## Sinopsis
En 1918, el poeta y boxeador Arthur Cravan desaparece en el golfo de México sin dejar rastro. En la actualidad, otro boxeador y artista, el director de cine Frank Nicotra, inicia una investigación que lo llevará tras los misteriosos pasos de Cravan desde Suiza hasta México, pasando por París, Londres y Barcelona (donde disputó un legendario combate de boxeo contra el en aquel entonces campeón del mundo de los pesos pesados, Jack Johnson, en la Plaza de toros Monumental de Barcelona.

## Premios
- Director revelación. Festival Internacional de Cine de Sitges.
- Del público. Festival Internacional de Cine de Sitges.
- Sant Jordi RNE de la crítica a la mejor ópera prima española 2002.
- Vitoria a la mejor película. Festival de Cine de Vitoria.
- Mención especial del Jurado al guion y dirección. Festival Ópera Prima de Tudela (Navarra).
- Premio Cinema Rescat a la mejor utilización de archivos de un filme.